# Kozí hrádek (Mikulov)

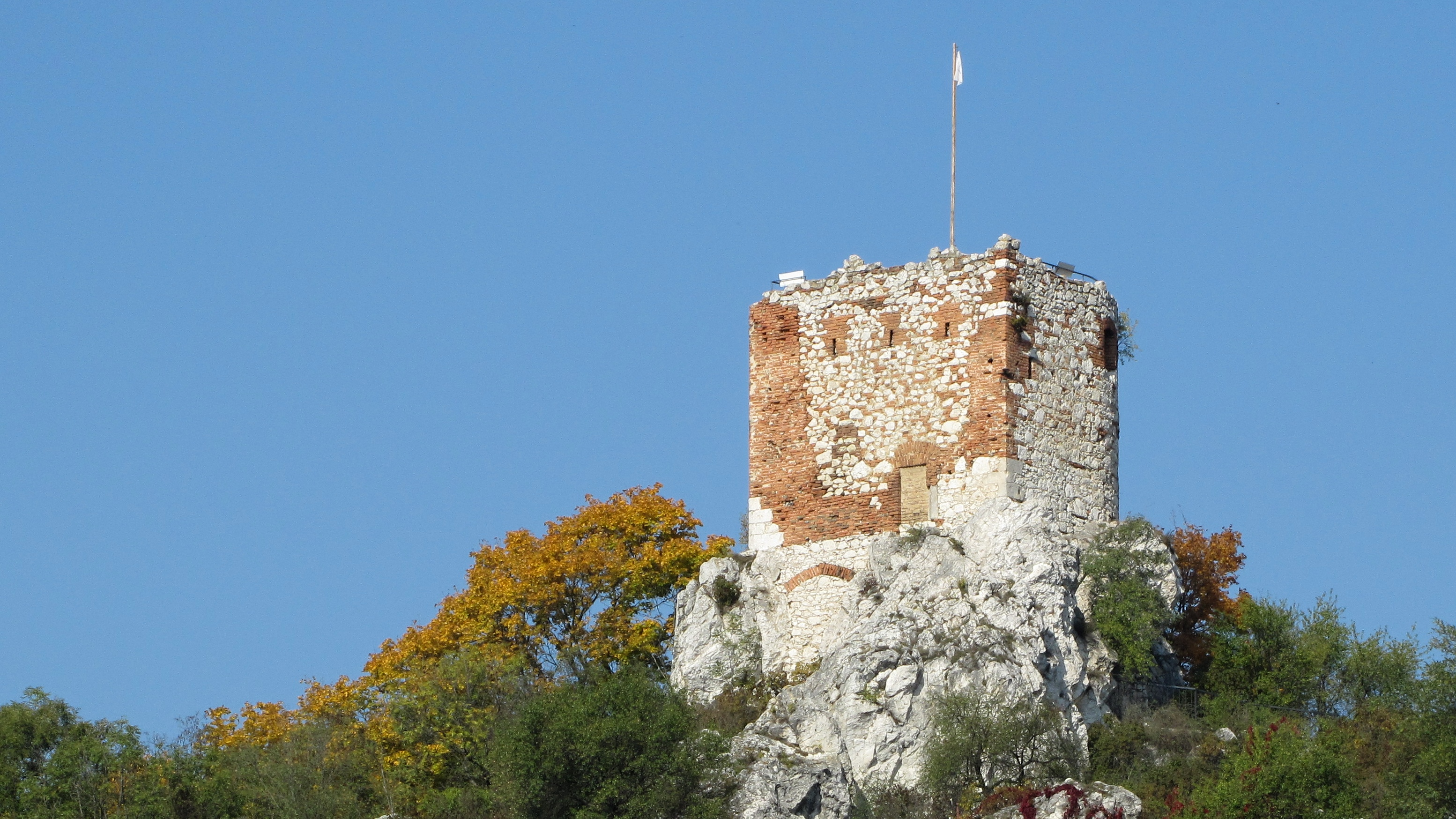
Kozí hrádek

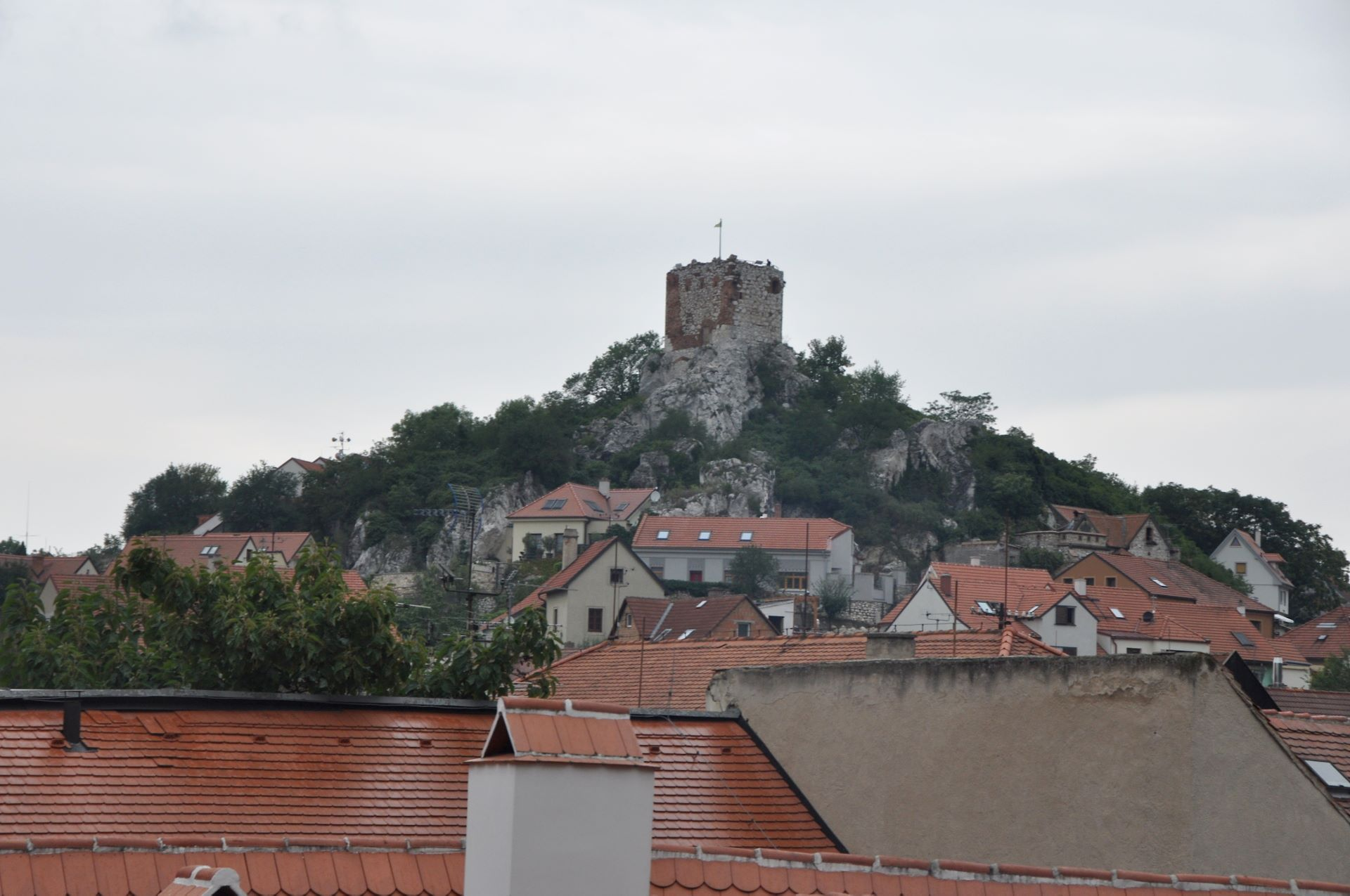
Blick vom Stadtzentrum zum Kozí vrch

Kozí hrádek (deutsch Gaisburg) ist ein spätgotischer Artillerieturm auf dem Kozí vrch (Gaisberg, 288 m n.m.) in Mikulov (Nikolsburg), Tschechien. Zusammen mit dem Schloss und dem Heiligen Berg prägt die Turmruine das Stadtbild. Sie dient heute als Aussichtsturm.

## Lage und Beschreibung
Kozí hrádek befindet sich nördlich über dem Stadtzentrums von Mikulov auf der Kalksteinklippe Kozí vrch. Der rechteckige, zweigeschossige Turm war mit einer Galerie versehen und im ersten Geschoss mit Schießscharten durchbrochen.
Die Ruine Kozí hrádek ist bei gehisster Flagge, oder nach Voranmeldung, zugänglich.

## Geschichte
Der Turm wurde im 15. Jahrhundert durch die Herren von Liechtenstein zur Überwachung der von Wien nach Brünn führenden Handelsstraße, zur Erhöhung der Verteidigungsfähigkeit der Nikolsburg und zum Schutz der Stadt Nikolsburg errichtet.